# Doki Doki! Pretty Cure
Doki Doki! Pretty Cure (jap. ドキドキ！プリキュア Doki Doki! PuriKyua) – japońskie anime z gatunku mahō-shōjo, dziesiąta z serii Pretty Cure, której autorem jest Izumi Todo. Seria Doki Doki! Pretty Cure! emitowana była od 3 lutego 2013 do 26 stycznia 2014 roku. Głównym motywem serii są karty. Powstał także film zatytułowany Doki Doki! Pretty Cure: Mana's Getting Married!!? The Dress of Hope Tied to the Future! (jap. 映画ドキドキ！プリキュア: マナ結婚!!?未来につなぐ希望のドレス Eiga Doki Doki! Pretty Cure: Mana Kekkon!!? Mirai ni Tsunagu Kibō no Doresu), którego premiera odbyła się 26 października 2013 roku. Od 18 sierpnia 2017 roku na platformie Netflix, dostępnych jest 15 odcinków w polskim dubbingu, pod tytułem Glitter Force Doki Doki.

## Opis fabuły
Aida Mana jest uczennicą 2. klasy gimnazjum oraz przewodniczącą Rady Szkolnej. Pewnego dnia zostaje legendarną wojowniczką Pretty Cure, zwaną jako Cure Heart, aby walczyć z samolubnością na Ziemi. Pomagają jej w tym trzy inne wojowniczki, Hishikawa Rikka jako Cure Diamond, Yotsuba Alice jako Cure Rosetta i Kenzaki Makoto jako Cure Sword. Do grupy w międzyczasie dołącza młodsza od nich tajemnicza dziewczyna Madoka Aguri znana jako Cure Ace. Mana wraz z dziewczynami muszą pokonać egoizm, by uratować Trump Kingdom przed szponami króla egoizmu i jego podwładnymi oraz odnaleźć księżniczkę Marie Ange.

## Muzyka
Opening
- "Happy Go Lucky! Dokidoki! Pretty Cure" (jap. Happy Go Lucky! ドキドキ！プリキュア) (odc. 1-49), Tomoyo Kurosawa

Ending
- "Beyond the Sky" (jap. この空の向 Kono Sora no Mukou) (odc. 1-26), Hitomi Yoshida
- "Love Link" (jap. ラブリンク)) (odc. 27-49), Hitomi Yoshida